# Polikarpov I-6
O Polikarpov I-6 foi um protótipo de caça biplano soviético do final da década de 1920. Foi projetado com construção tradicional em madeira, se comparado à construção de madeira e tudos de aço do Polikarpov I-5. Seu desenvolvimento levou mais tempo do que o planejado e o projetista chefe, Nikolai Polikarpov, foi preso por sabotagem industrial, que só atrasou ainda mais o projeto. Apenas dois protótipos foram construídos, tendo o I-5 sido selecionado para produção.

## Projeto e desenvolvimento
O desenvolvimento do I-6 (Istrebitel'—caça) iniciou em setembro de 1928 com um prazo de entrega do primeiro protótipo para 1 de agosto de 1929, após os primeiros protótipos do Polikarpov I-3 terem sido concluídos. Apesar do novo caça compartilhar muitas das características do modelo mais antigo, inclusive o desenho das asas, era um projeto novo que utilizava um motor radial de 9 cilindros em uma única linha, resfriado a ar do modelo Bristol Jupiter, ao invés do motor em linha refrigerado à água usado por seu antecessor. Foi projetado pela OSS (em russo:  Otdel Sookhoputnykh Samolyotov—Departamento de Aeronaves Terrestres), posteriormente redesignada como OPO-1 (em russo:  Opytnyy Otdel—Departamento Experimental) do Aviatrest ("Truste da Aviação") sob a supervisão de Nikolai Polikarpov, projetista chefe do departamento. Era originalmente pretendido que fosse comparado ao I-3, tendo isso sido mudado pela avaliação dos métodos de construção com a utilização de madeira no I-6, comparado à construção mista no Polikarpov I-5. Ambas aeronaves utilizavam o motor Jupiter VI, para o qual uma licença de produção havia sido recentemente negociada.
O I-6 possuía uma fuselagem com seção oval semi-monocoque coberta com 'sphon', compensado moldado de bétula. Apesar do motor ser fechado em uma capota de metal, esta deixava as cabeças de cilindro expostas para uma melhor refrigeração. As asas com duas longarinas eram cobertas com compensado e -tela, com um perfil Clark Y. Cabos de suporte internos eram instalados para reforçar as asas. As superfícies de controle eram montadas em duralumínio e cobertos com tela. Os suportes "tipo-N" eram construídos de duralumínio, separavam as asas e conectavam a asa superior à fuselagem, com um perfil similar a uma gota. Estes suportes eram reforçados com cabos de aço. O trem de pouso convencional era fixo e com amortecedores de borracha. A hélice de madeira tinha um spinner. O menor peso do motor Jupiter, que não requeria nem um radiador pesado nem líquido de arrefecimento, significava que o I-6 tinha um peso de apenas 62% se comparado ao I-3.
Polikarpov foi preso pela Administração Política do Estado (OGPU) em setembro de 1929 pelo crime de sabotagem industrial, quando nem o I-6 nem o I-5 cumpriram seus prazos, tendo isso atrasado o primeiro voo do I-6 até 30 de março de 1930. O segundo protótipo foi concluído logo após e ambas as aeronaves apareceram na revoada do Dia de Maio em Moscou. Ambas as aeronaves utilizaram motores importados antes da substituição pela cópia construída pelos soviéticos do Jupiter, o Shvetsov M-22. Um I-6 se acidentou em 13 de junho de 1930 após o piloto de testes ter saltado, sem justificativa, de acordo com a opinião do historiador de aviação soviética Vadim B. Shavrov.
O I-5 e o I-6 eram virtualmente idênticos em desempenho, apesar do I-6 levar 15 segundos para concluir um círculo completo, contra 9,5 segundos do I-5. Ambas aeronaves foram armadas com duas metralhadoras PV-1 de 7.62 mm (0.3 in), mas o modelo de produção do I-5 seria armado com quatro, mas isso provou penalizar grandemente o desempenho do I-5. As razões exatas para a seleção do I-5 sobre o I-6, que foi debatido por um ano, não são conhecidas, mas provavelmente relacionadas a ambos estes fatores. Curiosamente, Polikarpov não foi informado da seleção do I-5 até ser solto em 1933 após sua sentença inicial de morte ser comutada a dez anos de prisão em um campo de concentração.